# Emily V. Gordon

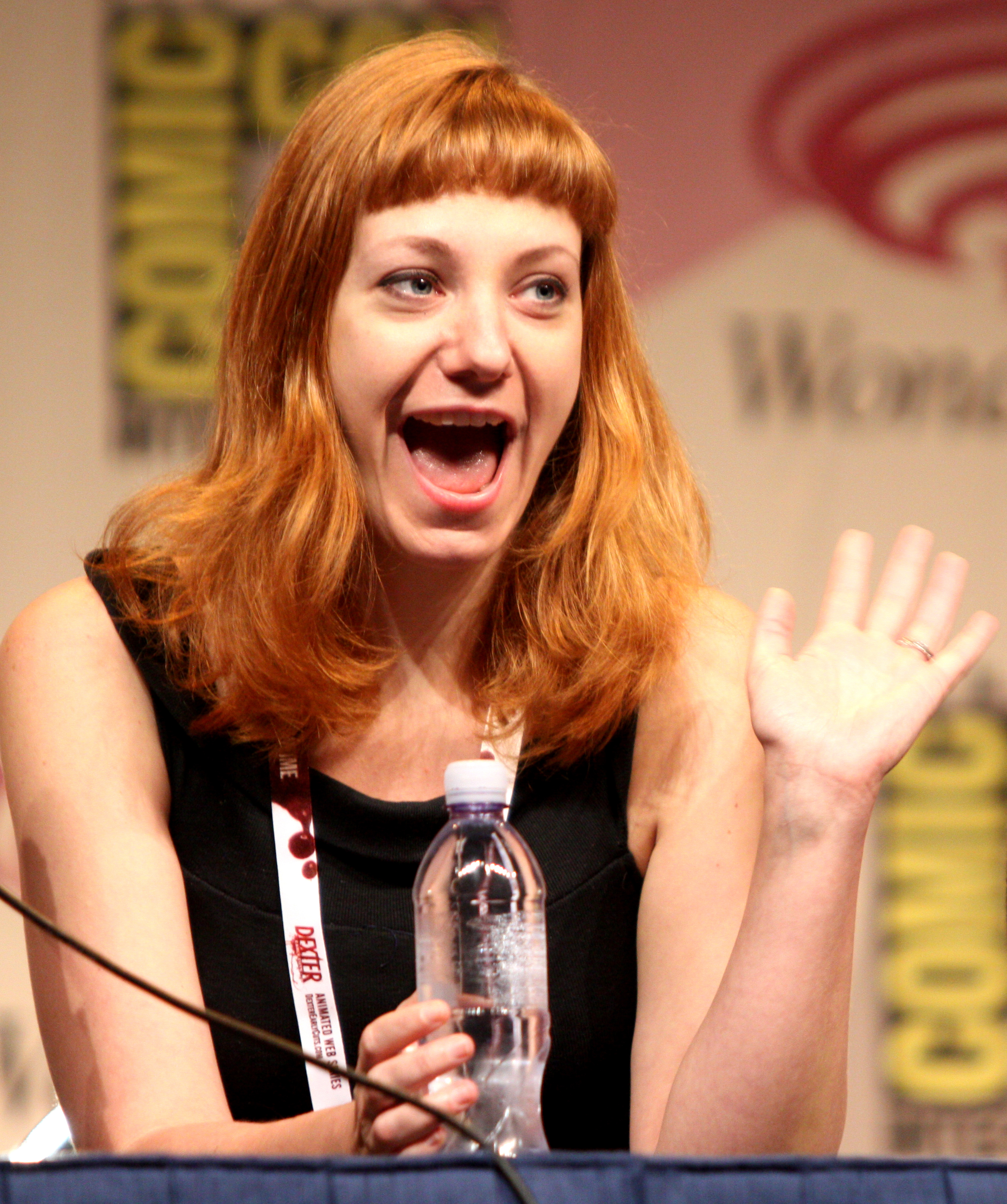
Emily Gordon (2012)

Emily V. Gordon (* 3. Mai 1979 in Winston-Salem, North Carolina) ist eine US-amerikanische Drehbuchautorin und Executive Producer.

## Karriere
Gordons Karriere begann 2012 für die Serie Power Up, wofür sie das Drehbuch verfasste. Neben weiteren Episodendrehbüchern verfasste sie mit ihrem Ehemann Kumail Nanjiani das Drehbuch zu The Big Sick, für das sie 2018 in der Kategorie „Bestes Originaldrehbuch“ für den Oscar nominiert wurden. Sowohl Gordon als auch Nanjiani wurden auch im selben Jahr in die Academy of Motion Picture Arts and Sciences berufen, die jährlich die Oscars vergibt.

## Filmografie (Auswahl)
- 2014–2016: The Meltdown with Jonah and Kumail (Fernsehserie, 14 Episoden (Drehbuch) & 24 Episoden (Produktion))
- 2017: The Big Sick
- 2018: Crashing